# ガチンコでいこう!
「ガチンコでいこう!」はBuono!の通算4枚目のシングル。2008年8月20日発売。発売元はポニーキャニオン。

## 概要
初回限定盤はCD+DVD、通常盤はCDのみである。また、初回限定版と通常版初回生産分にはイベント参加抽選シリアルナンバーカードとBuono!オリジナルトレーディングカード（初回と通常は別絵柄）が封入されている。DVDにはジャケット撮影メイキング、PV撮影メイキングPart.1が収録されている。
これまでのセンターは夏焼雅だったが、今作は嗣永桃子である。
振付は西田一生（西田プロジェクト）が担当。

## 収録曲
1. ガチンコでいこう!
（作詞：岩里祐穂、作曲：ムラマツテツヤ、編曲：西川進）
『しゅごキャラ!』のエンディングテーマ（2008年7月 - 9月）
2. れでぃぱんさぁ
（作詞：川上夏季、作曲：杉浦"ラフィン"誠一郎、編曲：大久保薫）
3. ガチンコでいこう! (Instrumental)
4. れでぃぱんさぁ (Instrumental)